# نعيم أبو جودة
نعيم أبو جودة (9 يوليو 1966 في جل الديب بلبنان - ) هو الرئيس التنفيذي لمجموعة كاندريم لوكسمبورغ في مركز دبي المالي العالمي.

## حياته
ولد نعيم في جل الديب بلبنان، درس نعيم في معهد الدراسات السياسية في باريس، وحصل على درجة الماجستير في الاقتصاد والماليات من جامعة بانتيون أساس بباريس.
أمضى نعيم أبو جودة كامل حياته المهنية في مجال التمويل، وبشكل خاص في إدارة الأصول المالية في أوروبا والمملكة المتحدة والشرق الأوسط والولايات المتحدة الأمريكية وآسيا والمحيط الهادي. بدأ حياته المهنية في عام 1990 في إحدى الشركات التابعة لكريدي أجريكول.
وبين عامي 1996 و1999 أشرف على إدارة أسهم شركة ألفي غيسشن (بالإنجليزية: Alfi Gestion)‏ التي تم الاستحواذ عليها بواسطة ديكسيا (بالإنجليزية: Dexia Asset Management)‏ في عام 1999. ومن 2000 إلى 2006 شغل منصب مدير مكتب الاستثمار وعضو اللجنة التنفيذية لإدارة الأصول في ديكسيا. وفي عام 2007 أصبح الرئيس التنفيذي لشركة ديكسيا لإدارة الأصول. كان نعيم أبو جودة أحد القادة الرئيسيين للشركة من خلال الأزمة المالية العالمية في 2008. كما قاد عملية الاستحواذ على ديكسيا نيويورك لايف، وتم تغيير اسم الشركة إلى وغيرت اسمها إلى كاندريم إنفيستورز جروب (بالإنجليزية: Candriam Investors Group)‏. عادة ما يتحدث نعيم أبو جودة في المؤتمرات واللقاءات المنشورة عن أهداف التنمية المستدامة السبعة عشر المُعرَّفة من قبل الأمم المتحدة.
حصل نعيم على جائزة «أفضل مدير تنفيذي في مجال الاستثمار المستدام» من مجلة المدير التنفيذي الأوروبي (بالإنجليزية: European CEO magazine)‏.